# Patrick Ness
Patrick Ness (Fort Belvoir, 17 ottobre 1971) è uno scrittore e sceneggiatore statunitense naturalizzato britannico.

## Biografia
Patrick Ness è nato nella base militare di Fort Belvoir, dove suo padre era un sergente dell'esercito degli Stati Uniti d'America. Fino all'età di sei anni, Ness ha trascorso l'infanzia alle Hawaii, e per i successivi dieci ha vissuto nello stato di Washington, per poi trasferirsi a Los Angeles. Terminato il liceo, Ness si è iscritto alla University of Southern California, dove si è laureato in letteratura inglese. Ha pubblicato il suo primo racconto nel 1997 sulla rivista Genre e, prima di trasferirsi a Londra nel 1999, ha iniziato a lavorare al suo primo romanzo.
Ness ha insegnato scrittura creativa all'Università di Oxford e ha scritto per svariate testate giornalistiche come il Daily Telegraph, il Times Literary Supplement, il Sunday Telegraph e The Guardian. Nel 2011 ha pubblicato il romanzo Sette minuti dopo la mezzanotte (portato a termine a seguito della morte di Siobhan Dowd a causa di un cancro al seno) trasposto nel 2016 in un film omonimo diretto da Juan Antonio Bayona la cui sceneggiatura è stato curata dallo stesso Ness.

### Vita privata
Nel 2006, due anni dopo l'approvazione del Civil Partnership Act, Patrick Ness e il suo compagno si sono sposati.

## Opere

### Romanzi per giovani adulti
- Trilogia di Chaos Walking
  1. Chaos - La fuga, trad. Giuseppe Iacobaci (Mondadori, 2008)[3]
  2. Chaos - Il nemico, trad. Giuseppe Iacobaci (Mondadori, 2009)
  3. Chaos - La guerra, trad. Giuseppe Iacobaci (Mondadori, 2010)

  - Alla trilogia principale sono stati aggiunti tre racconti brevi: The New World (2009), The Wide, Wide Sea (2013) e Snowscape (2013)
- Sette minuti dopo la mezzanotte, trad. Giuseppe Iacobaci (Mondadori, 2011) (A Monster Calls)
- Release (2017)
- Mentre noi restiamo qui, trad. Giuseppe Iacobaci (Mondadori, 2021), Milano, Mondadori, (The Rest of Us Just Live Here)
- E l’oceano era il nostro cielo, trad. Giuseppe Iacobaci (Mondadori, 2021), Milano, Mondadori, (And The Ocean Was Our Sky)
- Molto più di questo, trad. Giuseppe Iacobaci (Mondadori, 2021), ISBN 9788804710998 (', 2013)

### Romanzi per adulti
- The Crash of Hennington (2003)
- The Crane Wife (2013)
- Burn (2020)

### Racconti brevi
- Doctor Who: Tip of the Tongue (2013)
- This Whole Demoning Thing, Monstrous Affections (2014)

#### Collezioni
- Topics About Which I Know Nothing (2005)

## Filmografia

### Sceneggiatore

#### Cinema
- Sette minuti dopo la mezzanotte, regia di Juan Antonio Bayona (2016)
- Chaos Walking, regia di Doug Liman (2021)

#### Televisione
- Class - serie TV (2016, spin-off della serie tv Doctor Who)

## Premi
Il primo romanzo della trilogia di Chaos Walking, "La fuga", ha vinto numerosi premi, fra i quali il Booktrust Teenage Prize, il Guardian Children's Fiction Prize, e Tiptree Award nel 2008, è stato anche inserito nella rosa finale della Carnegie Medal.
Il secondo romanzo della trilogia, "Il nemico", ha vinto il Costa Book Award nel 2009 nella categoria libri per ragazzi, arrivando anche alla nomination per la Carnegie Medal.
Il terzo romanzo della trilogia, "La guerra", ha vinto la CILIP Carnegie Medal e ottenuto la nomination per l'Arthur C. Clarke Award.
"Sette minuti dopo la mezzanotte" ha vinto la Carnegie Medal 2012 e Jim Kay ha conseguito la CILIP Kate Greenaway Medal per le illustrazioni del volume. Era la prima volta nella storia della manifestazione che un solo libro si aggiudicasse entrambi i premi per le due categorie.
"Molto più di questo" ha ricevuto la nomination per la Carnegie Medal.
"Mentre noi restiamo qui" ha ottenuto diversi premi ed è stato nominato Best Book of the Year da Kirkus reviews.